# Jan Berthout
Jan Berthout (? - Mechelen 25 augustus 1304) was advocatus (voogd) en heer van Mechelen. Hij was de tweede zoon van Wouter VII Berthout en Adelheid (Alix) van Guines. Hij volgde zijn vader op in 1288, want zijn oudere broer Wouter VIII was reeds in 1281 overleden.

## Biografie
Toen hij zijn vader in 1288 opvolgde, was hij nog te jong om zelf de functies van advocatus uit te oefenen, en om de rechten te verdedigen die zijn voorouders voor zich hadden geschapen in de heerschappij. Het was zijn oom Floris Berthout, die zijn voogd zou zijn tot omstreeks 1295.
In 1292 stierf Jan van Vlaanderen, prins-bisschop van Luik. Zijn zetel werd betwist tussen Gwijde van Avesnes, broer van Jan I, graaf van Henegouwen, en Willem Berthout van Mechelen (- 1301), oom van Jan Berthout. Uiteindelijk, in 1296, benoemde paus Bonifatius VIII Hugo van Chalon tot bisschop van Luik, en Willem Berthout kreeg de bisschopszetel van Utrecht toegewezen (Gwijde van Avesnes zou hem in 1301 opvolgen). Maar dit lange interregnum bevorderde de versnippering in het prinsbisdom Luik en de hertogen van Brabant, Jan I, en vervolgens zijn zoon, Jan II, evenals de familie Berthout, grepen deze kans aan om de invloed van de bisschoppen van Luik in de heerlijkheid Mechelen in te perken. 
Hugo van Chalon klaagde dit zonder succes aan, maar politiek te zwak om zijn klachten militair af te dwingen, besloot hij op 22 oktober 1300 om de heerlijkheid en alle bijbehorende afhankelijkheden af te staan aan hertog Jan II. Deze was voorzichtig om van Jan Berthout de ontheffing van eerdere toezeggingen te verlangen, en Berthout werd erkend als heer van de helft van de stad Mechelen en de verschillende dorpen van Brabant, die het land van Mechelen vormden. Maar door te erkennen dat hij de vazal was van de hertog, verloor Jan Berthout iets van zijn invloed over de heerlijkheid Mechelen.
Al snel staken geschillen onder de Mechelaars de kop op, en toen hertog Jan II de stad wenste binnen te gaan, werd hem de toegang tot de stad geweigerd, en werden zijn volgelingen verdreven. In 1303 lichtte de hertog vervolgens een leger en legde het beleg voor de stad Mechelen, hierin bijgestaan door Jan Berthout. Na een lange beleg van vijf of zes maanden, gaven de belegerden zich op 28 juni over, en smeekten om genade bij de hertog en Berthout. Deze waren mild voor de rebellen en sloten een voor de overwonnenen zeer gematigde vrede.
Hij overleed te Mechelen en werd er begraven in de Sint-Romboutskathedraal.

## Afstamming
Hij trouwde op 18 februari 1290 met Blanche van Brabant (overleden tussen 1327 en 1331), dochter van Godfried van Brabant, heer van Aarschot en Vierzon, en zijn vrouw Jeanne Vierzon. Zij bleven zonder nageslacht.